# Zhang Mengxue
Zhang Mengxue (kinesiska:张梦雪), född 6 februari 1991 i Jinan i Shandong är en kinesisk sportskytt. Hon deltog i olympiska sommarspelen 2016 i Rio de Janeiro där hon vann guld i 10 m luftpistol.
Zhang tog Kinas första guld vid spelen i Rio efter en tuff kvalomgång där hon kvalificerat sig som sjunde av åtta skyttar. Hon vann finalen med 199.4 poäng, ett nytt olympiskt rekord.